# Crotalaria chiayiana
Crotalaria chiayiana là một loài thực vật có hoa trong họ Đậu. Loài này được Y. C. Liu & F.Y. Lu miêu tả khoa học đầu tiên năm 1979.